# Crore
Crore (von Hindi करोड़ karoṛ [kʌˈroːɽ]) ist das südasiatische Zahlwort für „zehn Millionen“. Varianten des Wortes kommen in den meisten südasiatischen Sprachen vor. Auch im indischen Englisch wird das Zahlwort crore verwendet und ersetzt fast immer, zusammen mit lakh (100.000), die europäischen Begriffe Million und Milliarde. Die Zahlenangabe ‚500 Millionen‘ entspricht in dieser Sprechweise ‚50 crore‘. Insbesondere größere Geldbeträge werden in Indien in Crore ausgedrückt (abgekürzt cr., so Rs. 17 cr. = 170 Mio. Rupien); so lautet auch der Titel der Hindi-Version der Fernsehsendung Who Wants to Be a Millionaire? Kaun Banega Crorepati („Wer wird Crore-Besitzer?“). 
Auf Sri Lanka werden die Begriffe „Million“ und „Milliarde“ zusammen mit lakh, nicht aber mit crore gebraucht.
Bis vor einigen Jahrzehnten wurde die Einheit Crore auch noch im Iran verwendet, wo sie den Zahlenwert 500.000 bezeichnete.

## Zahlensystem
Die Verwendung von Lakh und Crore führt dazu, dass die Zifferngruppierung sich entsprechend von der im europäischen Sprachraum üblichen unterscheidet: So schreibt man „50,00,00,000“ für 50 Crore = 500 Millionen. Das Indische Zahlensystem multipliziert man im Bereich von Millionen und Milliarden dann die Begriffe für Hundert, Tausend und Lakh auf die Basis von Crore. Allerdings unterscheiden sich die Begriffe für Hundert und Tausend in den südostasiatischen Sprachen deutlich.
| Wert   | Wert                  | Wert                       | Entsprechung                                                                            |
| Potenz | Zahlwort              | Zahl in indischer Notation | Entsprechung                                                                            |
| ------ | --------------------- | -------------------------- | --------------------------------------------------------------------------------------- |
| 103    | 1 Tausend             | 1,000                      |                                                                                         |
| 105    | 1 Lakh                | 1,00,000                   |                                                                                         |
| 107    | 1 Crore               | 1,00,00,000                | 100 Lakh                                                                                |
| 10     | 1 Tausend Crore       | 1,000,00,00,000            | 1000 Crore = 100,000 Lakh                                                               |
| 1012   | 1 Lakh Crore          | 1,00,000,00,00,000         | 100 Tausend Crore = 100.000 Crore = 10.000.000 Lakh = deutsch 1 Billion                 |
| 1014   | 1 Crore Crore         | 1,00,00,000,00,00,000      | 100 Lakh Crore = 10.000 Tausend Crore = 10.000.000 Crore = 1.000.000.000 Lakh           |
| 1017   | 1 Tausend Crore Crore | 1,000,00,00,000,00,00,000  | 1000 Crore Crore = 100.000 Lakh Crore = 10.000.000 Tausend Crore = 10.000.000.000 Crore |

## Wortursprung
Das Wort crore stammt vom Sanskrit-Wort कोटि koṭi ab. Die Formen mit r wie Panjabi kroṛ oder Hindi karoṛ sind hyperkorrekte Bildungen, die einen vermeintlichen kr-Anlaut des Sanskrit nachbilden (der in den Folgesprachen regelmäßig zu k- geworden wäre).